# The Wonder of You (álbum)
The Wonder of You es un álbum recopilatorio del músico estadounidense Elvis Presley. Fue publicado el 21 de octubre de 2016 por RCA Records y Legacy Recordings. El álbum presenta grabaciones vocales de archivo de Elvis acompañadas de nuevos arreglos orquestales de la Royal Philharmonic Orchestra, grabados en los estudios Abbey Road. También cuenta con un dúo con la cantante alemana Helene Fischer.

## Posicionamiento

### Gráfica semanal
| Gráfica (2016)                                  | Pico de posición |
| ----------------------------------------------- | ---------------- |
| Alemania (Offizielle Top 100)                   | 11               |
| Australia (ARIA Charts)                         | 3                |
| Austria (Ö3 Austria Top 40)                     | 7                |
| Bélgica (Flandes) (Ultratop 200 Albums)         | 14               |
| Bélgica (Valonia) (Ultratop 200 Albums)         | 42               |
| Canadá (Billboard Canadian Albums)              | 40               |
| Escocia (Scottish Albums Chart)                 | 2                |
| España (PROMUSICAE)                             | 49               |
| Estados Unidos (Billboard 200)                  | 47               |
| Estados Unidos (Billboard Top Classical Albums) | 1                |
| Francia (SNEP)                                  | 4                |
| Noruega (VG-lista)                              | 35               |
| Nueva Zelanda (Recorded Music NZ)               | 2                |
| Países Bajos (Album Top 100)                    | 24               |
| Reino Unido (UK Albums Chart)                   | 1                |
| Suiza (Schweizer Hitparade)                     | 11               |

### Gráfica de fin de año
| Gráfica (2016)                          | Pico de posición |
| --------------------------------------- | ---------------- |
| Alemania (Offizielle Top 100)           | 85               |
| Australia (ARIA Charts)                 | 31               |
| Austria (Ö3 Austria Top 40)             | 48               |
| Bélgica (Flandes) (Ultratop 200 Albums) | 103              |
| Nueva Zelanda (Recorded Music NZ)       | 33               |
| Reino Unido (UK Albums Chart)           | 5                |

| Gráfica (2017)                                  | Pico de posición |
| ----------------------------------------------- | ---------------- |
| Estados Unidos (Billboard Top Classical Albums) | 5                |
| Francia (SNEP)                                  | 165              |
| Reino Unido (UK Albums Chart)                   | 84               |

| Gráfica (2018)                                  | Pico de posición |
| ----------------------------------------------- | ---------------- |
| Estados Unidos (Billboard Top Classical Albums) | 26               |

## Certificaciones y ventas
| País                 | Certificación | Ventas  |
| -------------------- | ------------- | ------- |
| Australia (ARIA)     | Oro           | 35,000  |
| Nueva Zelanda (RMNZ) | Oro           | 7,500   |
| Reino Unido (BPI)    | 2× Platino    | 600,000 |